# Rouge 2G
Le rouge 2G est un colorant synthétique azoïque. Il est soluble dans l'eau, un peu dans l'éthanol. On le trouve généralement sous forme de sel disodique d'acide 8-acétamido-1-hydroxy-2-phénylazonaphtalène-3,6 disulfonique.

## Santé
Anciennement utilisé comme colorant alimentaire (E128) dans certaines saucisses, viandes à burger et confiseries, il est désormais interdit en Europe car considéré comme toxique. En effet, il est métabolisé en aniline, un composé toxique. 
En juillet 2007, l'EFSA a conduit une réévaluation du E128 et a conclu qu'il était prudent de considérer le Rouge 2G comme étant une préoccupation sanitaire, cancérigène potentiel et en a retiré la DJA (dose quotidienne acceptable) n'étant plus autorisé en Europe que comme colorant pour cosmétiques (CI 18050).